# خطة الانقلاب اللاوسي المزعوم 2007
كانت خطة الانقلاب اللاوسي المزعوم عام 2007 هي مؤامرة مزعومة من قبل وزارة العدل الأمريكية أن المقدم هاريسون جاك (متقاعد)، واللواء فانغ باو في جيش رويال لاوس من بين آخرين تآمروا في يونيو 2007 للحصول على كميات كبيرة من الأسلحة الثقيلة والذخيرة في محاولة بدعوى التخطيط لقلب نظام الحكم الشيوعي في لاوس انتهاكًا لقانون الحياد.

## معلومات تاريخية
في 4 يونيو 2007، أعلنت وزارة العدل الأمريكية أنها اعتقلت عشرة أشخاص على صلة بالمؤامرة المزعومة كجزء من تحقيق مشترك من قبل مكتب مكافحة الكحول والتبغ والأسلحة النارية والمتفجرات، ومكتب التحقيقات الفيدرالي، وقوة مكافحة الإرهاب المشتركة. العملية التي أطلق عليها اسم «عملية النسر المشوه»، تدعي أن المقدم هاريسون جاك (متقاعد)، واللواء السابق فانغ باو في جيش رويال لاوس، ولو تشا ثاو، ويوا ترو فانغ، وهوي فانغ، وتشونغ فانغ ثاو، وسنج فو، وتشو لو، ولو ثاو تآمروا في يونيو 2007 للحصول على عشرات من بنادق الاقتحام إيه كيه-47، وصواريخ أرض-جو ستينغر، وصواريخ إم72 لاو، والصواريخ المضادة للدروع إيه تي-4، وألغام، وصواريخ، ومتفجرات، وقنابل دخان في محاولة بدعوى التخطيط لقلب نظام الحكم في لاوس انتهاكًا لقانون الحياد.
في 14 يونيو، اعتقل دانغ فانغ أيضًا بدعوى أنه على صلة بالمؤامرة المزعومة. وفي شهادة خطية من قبل غراهام بارلو، مشرف مجموعة في مكتب مكافحة الكحول والتبغ والأسلحة النارية والمتفجرات، تزعم أن فانغ قد اعترف أثناء اعتقاله بإعداده لخطة العملية.
بعد الرفض في البداية لإطلاق السراح بكفالة، رجع القاضي الاتحادي الأمريكي في النهاية لقرار الإفراج بكفالة، الذي يمنح فانغ باو وبقية المتهمين الخروج بكفالة، حتى مع وصفهم بأنهم ممنوعون من السفر، نظرًا لحصولهم على موارد مالية كبيرة وطائرات خاصة.
وقد ذكر أيضًا كبير وكلاء مكتب مكافحة الكحول والتبغ والأسلحة النارية والمتفجرات في شهادة للمحكمة أن «السبب المحتمل يكمن في الاعتقاد» أن غاري جورج، عضو مجلس شيوخ ولاية ويسكونسن السابق كان جزءًا من المؤامرة.
في 23 أبريل 2008، أفادت التقارير بأن قاضي محكمة الصلح الأمريكية، ديل إيه دروزد، استمع في نوفمبر لجدالات عن مساعي للوصول للمعلومات التي قد تكون لدى وكالات الاستخبارات الأمريكية عن مدبري الانقلاب المزعوم، بما في ذلك ما إذا كانت الحكومة قد اعترضت الاتصالات الإلكترونية بين الهمونغ في الولايات المتحدة ولاوس.
وقال محامو المتهمين إن القضية ضد موكليهم كانت ملفقة بأفضل ما يمكن. وقال مارك ريتشل، أحد محامي الدفاع في القضية، «لا يمكن استكمال القضية [لأن] العملية قد فسدت هكذا بسبب سوء تصرف الحكومة بحيث إنه لا يمكن أبدًا أن يكون هناك أي ثقة في صحة هذا الاتهام». «[وبينما]يحاول [الادعاء] تصوير» المؤامرة«كخطة عسكرية خطيرة ومتطورة، فإنه لا يمكن رد الأدلة الشاملة التي تدل على خلاف ذلك - من إبلاغ الوكيل من يسمون متآمرين أنهم في حاجة إلى خطة تنفيذية؛ إلى إمداده بخريطة للمنطقة عندما لم يتمكنوا من الحصول على واحدة مفيدة؛ إلى تفسيره لما هو GPS (بما في ذلك أنه يتطلب بطاريات)؛ إلى عجز من يسمون متآمرين عن تمويل العملية».

### إسقاط التهم الموجهة ضد جميع المتهمين
في 18 سبتمبر 2009، أسقطت الحكومة الاتحادية جميع التهم الموجهة ضد فانغ باو، قائلة إن «استمرار محاكمة هذا المتهم لم يعد مبررًا»، وأعلنت في بيان صحفي أنه قد سمح للحكومة الاتحادية النظر في «الحكم المحتمل أو غيره من العواقب إذا كان الشخص مدانًا».
في 10 يناير 2011، أسقطت الحكومة الاتحادية جميع التهم الموجهة ضد باقي المتهمين. ووفقًا لما جاء بوثائق المحكمة، «استنادًا إلى مجمل الظروف في القضية، تعتقد الحكومة، كمسألة تقديرية، أن استمرار محاكمة المتهمين لم يعد مبررًا».

## رد فعل
أثار اعتقال فانغ باو والقرار الأولي من قبل القاضي الاتحادي الأمريكي برفض إطلاق سراحه وبقية المتهمين بكفالة مسيرات احتجاج ضخمة من الهمونغ في كاليفورنيا، ومينيسوتا، وويسكونسن، وولايات أخرى.
اعتبارًا من أوائل عام 2008، تم الضغط على حاكم ولاية كاليفورنيا، أرنولد شوارزنيجر، والرئيس الأمريكي، جورج دبليو بوش، لإصدار العفو في القضية، نظرًا للتحالف التاريخي للمتهمين مع مصالح الولايات المتحدة في جنوب شرق آسيا.

## وصلات خارجية
- "Gen. Vang Pao’s Last War", The New York Times Magazine, May 11, 2008.
- "U.S. Agents Thwart Planned Laos Coup Plot", The Christian Science Monitor, June 6, 2007.